# NGC 5131
NGC 5131 је спирална галаксија у сазвежђу Ловачки пси која се налази на NGC листи објеката дубоког неба.
Деклинација објекта је + 30° 59' 15" а ректасцензија 13h 23m 57,0s. Привидна величина (магнитуда) објекта NGC 5131 износи 13,5 а фотографска магнитуда 14,4. NGC 5131 је још познат и под ознакама UGC 8422, MCG 5-32-14, CGCG 161-43, PGC 46819.